# انتشار مولکولی

در شکل‌های بالا نفوذ مولکولی در ابعاد میکروسکوپی و ماکروسکوپی نشان داده شده‌است. در ابتدا ذرات موجود در محلول (نقاط بنفش رنگ سمت چپ) به وسیله یک مانع از محلول سمت راست جدا شده‌است. با برداشته شدن مانع ذرات موجود در محلول با حرکت‌های تصادفی به سمت راست نفوذ می‌کند (شکل یک نشان دهنده حرکت یک ذره در داخل محلول است). شکل دوم نشان دهنده این پدیده در ابعاد میکروسکوپی و شکل سوم نشان دهنده این پدیده در ابعاد ماکروسکوپی (یعنی حالتی که با چشم دیده می‌شود) می‌باشد.

انتشار مولکولی یا پخش مولکولی (به انگلیسی: Molecular diffusion) که پخش یا انتشار یا نفوذ هم نامیده می‌شود، حرکت دمایی همۀ ذره‌ها (مایع یا گاز) در دمای بالاتر از صفر مطلق است. سرعت این حرکت تابعی از دما، گران‌روی سیال و اندازه (جرم) ذره‌هاست.
نفوذ شار خالص مولکول‌ها را از منطقه‌ای با غلظت بالاتر به منطقه‌ای با غلظت پایین‌تر توضیح می‌دهد. هنگامی که غلظت‌ها برابر هستند، مولکول‌ها به حرکت خود ادامه می‌دهند، اما از آنجا که هیچ شیب غلظتی وجود ندارد، روند نفوذ مولکولی متوقف شده و در عوض توسط فرایند نفوذ در خود، که ناشی از حرکت خود مولکول‌ها است اداره می‌شود. نتیجه نفوذ، اختلاط تدریجی مواد است به گونه‌ای که توزیع مولکول‌ها یکنواخت باشد. از آنجا که مولکول‌ها هنوز در حرکت هستند، اما یک تعادل ایجاد شده‌است، نتیجه نهایی نفوذ مولکولی «تعادل دینامیک» نامیده می‌شود. در یک فاز با دمای یکنواخت، وجود نیروهای خالص خارجی که بر روی ذرات عمل می‌کنند، در نهایت منجر به اختلاط کامل مولکول‌ها در هم می‌شود. دو سیستم S1 و S2 را در دما و توانایی تبادل ذرات یکسان در نظر بگیرید؛ در صورت تغییر در انرژی پتانسیل یک سیستم، به عنوان مثال μ۱> μ۲ (μ پتانسیل شیمیایی است) جریان انرژی از S1 به S2 رخ می‌دهد، زیرا طبیعت همیشه انرژی کم و حداکثر آنتروپی را ترجیح می‌دهد.

## مقدمه
اگر چند کریستال از یک ماده رنگی مانند سولفات مس در پایین یک بطری بلند پر از آب قرار گیرد، رنگ به آرامی از طریق بطری پخش می‌شود. در ابتدا رنگ در ته بطری متمرکز می‌شود. بعد از یک روز چند سانتی‌متر به سمت بالا نفوذ می‌کند. پس از چندین سال این محلول، یکدست به نظر می‌رسد. فرایند معتبر حرکت مواد رنگی، نفوذ مولکولی است که غالباً نفوذ ساده نامیده می‌شود که کلیه حرکات حرارتی ذرات (مایع یا گاز) در دمای بالاتر از صفر مطلق است. سرعت این حرکت تابعی از دما، گرانروی سیال و اندازه (جرم) ذرات است. در گازها، انتشار با سرعت حدود ۵ سانتی‌متر بر دقیقه پیشرفت می‌کند. در مایعات، میزان آن حدود ۰٫۰۵ سانتی‌متر بر دقیقه است. در جامدات، سرعت آن ممکن است فقط در حدود ۰٫۰۰۰۰۱ سانتی‌متر بر دقیقه باشد. این کندی سرعت نفوذ، باعث اهمیت آن می‌شود. در بسیاری از موارد، نفوذ به ترتیب با سایر پدیده‌ها رخ می‌دهد.
نفوذ، اغلب کارایی تقطیرهای تجاری و میزان واکنشهای صنعتی را با استفاده از کاتالیزورهای متخلخل محدود می‌کند. سرعت واکنش اسید و باز و سرعت جذب مواد مغذی در روده انسان را محدود می‌کند. نتیجه نفوذ، اختلاط تدریجی مواد است.

## اهمیت پخش
نفوذ مولکولی به‌طور معمول با استفاده از قوانین پخش فیک به صورت ریاضی توصیف می‌شود. در زیست‌شناسی سلولی، نفوذ شکل اصلی برای انتقال مواد ضروری مانند آمینواسیدها به داخل سلول‌ها است. نفوذ حلال، مانند آب از طریق غشای نیمه نفوذ پذیر به عنوان اسمز معکوس طبقه‌بندی می‌شود.

### گونه‌های پخش (نفوذ)
اساساً دو نوع نفوذ داریم:
1. نوع اول: نفوذ ردیاب و نفوذ در خود، که یک اختلاط خود به خودی از مولکول‌ها است که در غیاب شیب غلظتی (یا پتانسیل شیمیایی) اتفاق می‌افتد. این نوع نفوذ را می‌توان با استفاده از ردیاب‌های ایزوتوپی دنبال کرد و به همین دلیل نام آن نفوذ ردیاب است. معمولاً نفوذ ردیاب با نفوذ در خود (با فرض عدم تأثیر ایزوتوپی قابل توجه) یکسان فرض می‌شود. این نفوذ می‌تواند تحت تعادل صورت گیرد. یک روش عالی برای اندازه‌گیری ضرایب نفوذ، گرادیان میدان پالسی (PFG NMR) است، که در آن هیچ نیازی به ردیاب ایزوتوپی نیست. در یک آزمایش موسوم به NMR spin echo از این تکنیک با استفاده از مرحله پیش چرخش هسته‌ای استفاده می‌شود و به این ترتیب می‌توان گونه‌های شیمیایی و فیزیکی کاملاً یکسان را تشخیص داد. در فاز مایع، به عنوان مثال مولکول‌های آب درون آب مایع؛ ضریب نفوذ آب به صورت تجربی با دقت بالا تعیین شده‌است و در نتیجه اغلب به عنوان یک مقدار مرجع برای اندازه‌گیری سایر مایعات عمل می‌کند. ضریب نفوذ آب خالص عبارت است از: ۲٫۲۹۹·۱۰−9 m2·s−1 at ۲۵ °C and 1.261·۱۰−9 | m2·s−1 at ۴ °C
2. نوع دوم: نفوذ شیمیایی در حضور شیب غلظت (یا پتانسیل شیمیایی) رخ می‌دهد و منجر به انتقال خالص جرم می‌شود. این فرایندی است که توسط معادله نفوذ توصیف می‌شود.

نفوذ شیمیایی همیشه یک فرایند غیر تعادلی است، آنتروپی سیستم را افزایش می‌دهد و سیستم را به تعادل نزدیک‌تر می‌کند.
ضرایب نفوذ برای این دو نوع نفوذ به‌طور کلی متفاوت هستند زیرا ضریب نفوذ برای نفوذ شیمیایی دوگانه است و شامل اثرات ناشی از همبستگی حرکت گونه‌های مختلف نفوذ یافته‌است.
سیستم غیر تعادلی از آنجا که نفوذ شیمیایی یک فرایند انتقال خالص است، سیستمی که در آن نفوذ صورت می‌گیرد یک سیستم تعادلی نیست. بسیاری از نتایج در ترمودینامیک کلاسیک به راحتی در سیستم‌های غیر تعادل اعمال نمی‌شود. با این حال گاهی اوقات در حالت‌هایی به اصطلاح شبه ثابت رخ می‌دهد، جایی که در آن روند نفوذ با گذشت زمان تغییر نمی‌کند و نتایج کلاسیک ممکن است به صورت محلی اعمال شود. همان‌طور که از نام این فرایند پیداست، این فرایند یک تعادل حقیقی نیست زیرا سیستم هنوز در حال تحول است. سیستم‌های سیال غیرتعادلی را می‌توان با استفاده از هیدرودینامیک نوسانی "Landau–Lifshitz" با موفقیت مدل کرد. در این چارچوب نظری، نفوذ ناشی از نوسانات از مقیاس مولکولی تا مقیاس ماکروسکپی است.
نفوذ شیمیایی باعث افزایش انتروپی یک سیستم می‌شود، یعنی نفوذ یک فرایند خود به خود و برگشت‌ناپذیر است. ذرات می‌توانند از طریق نفوذ پخش شوند، اما خود به خود مرتب نخواهند شد. (تغییر در سیستم با فرض عدم ایجاد پیوند شیمیایی جدید و وجود نیروهای خارجی بر روی ذره عمل می‌کند)

## پخش جمعی
پخش یا نفوذ جمعی، نفوذ تعداد زیادی از ذرات است که اغلب در یک حلال وجود دارد. برخلاف حرکت براونی (Brownian motion)، که نفوذ یک ذره منفرد است، ممکن است فعل و انفعالات بین ذرات در نظر گرفته شود، مگر اینکه ذرات یک مخلوط ایده‌آل با حلال خود تشکیل دهند (شرایط مخلوط ایده‌آل وابسته به فعل و انفعالات میان ذرات و فعل و انفعالات بین مولکول‌های حلال است. در این حالت ذرات زمانی که داخل حلال هستند برهم کنش نمی‌کنند) در صورت ترکیب ایده‌آل، معادله نفوذ ذره صادق است و ضریب نفوذ D سرعت نفوذ در معادله نفوذ ذرات مستقل از غلظت ذرات است.
{\displaystyle {\frac {\partial \phi (\mathbf {r} ,t)}{\partial t}}=\nabla \cdot {\big [}D(\phi ,\mathbf {r} )\ \nabla \phi (\mathbf {r} ,t){\big ]},}
در موارد دیگر، برهم کنش بین ذرات درون حلال، تأثیرات زیر را به همراه دارد:
1. ضریب نفوذ D در معادله نفوذ ذره وابسته به غلظت است. برای برهم کنش از نوع جاذبه بین ذرات، ضریب نفوذ با افزایش غلظت کاهش می‌یابد. برای برهم کنش از نوع دافعه بین ذرات، ضریب نفوذ با افزایش غلظت افزایش می‌یابد.
2. در صورت برهم کنش از نوع جاذبه بین ذرات، اگر غلظت ذرات بیش از یک آستانه مشخص باشد ذرات تمایل به جمع شدن و تشکیل خوشه دارند. این عمل معادل با یک واکنش شیمیایی بارش است (و اگر ذرات منتشر شده مولکول‌های شیمیایی محلول باشند، این یک رسوب است).

## پخش مولکولی گازها
انتقال مواد در سیال ساکن یا خطوط جریان سیال در جریان آرام با نفوذ مولکولی صورت می‌گیرد. دو محفظه مجاور که توسط یک پارتیشن جدا شده‌اند، حاوی گازهای خالص A یا B هستند. حرکت تصادفی همه مولکول‌ها به گونه‌ای اتفاق می‌افتد که بعد از یک دوره، مولکول‌ها از موقعیت اصلی خود دور می‌شوند. اگر پارتیشن برداشته شود، برخی از مولکول‌های A به سمت منطقه اشغال شده توسط B حرکت می‌کنند، تعداد آنها به تعداد مولکول‌های منطقه در نظر گرفته شده بستگی دارد. همزمان، مولکولهای B به سمت بخش‌هایی که قبلاً توسط A خالص اشغال شده بودند پخش می‌شوند. در نهایت، اختلاط کامل رخ می‌دهد. پیش از این، یک تغییر تدریجی در غلظت A در امتداد یک محور مشخص شده x اتفاق می‌افتد که به محفظه‌های اصلی می‌پیوندد. این تغییر، به صورت ریاضی {\displaystyle -dC_{A}/dx} بیان می‌شود، جایی که {\displaystyle C_{A}} غلظت A است. علامت منفی ناشی از این است که غلظت A با افزایش فاصله x، کاهش می‌یابد. به‌طور مشابه، تغییر در غلظت گاز B، به صورت {\displaystyle -dC_{B}/dx} است.
این رابطه با قانون اول فیک بیان می‌شود:

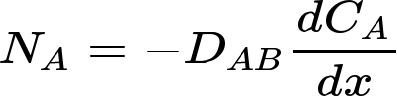
قانون اول فیک برای نفوذ با شیب غلظتی خطی صادق است.

که در آن D ضریب نفوذ A تا B است و متناسب با سرعت مولکولی متوسط است بنابراین D وابسته به دما و فشار گازها است. سرعت نفوذ NA معمولاً به صورت تعداد مول‌های پخش شده در واحد زمان در واحد سطح بیان می‌شود. همانند معادله اساسی انتقال گرما، این نشان می‌دهد که سرعت نیرو مستقیماً با نیروی محرکه که در این‌جا شیب غلظت است تناسب دارد. این معادله اساسی به تعدادی از موقعیت‌ها اعمال می‌شود. محدود کردن بحث به‌طور انحصاری به شرایط حالت پایدار، که در آن {\displaystyle dC_{A}/dx} یا {\displaystyle dC_{B}/dx} با زمان تغییر نمی‌کنند، ضد تقارن مولکولی اولین مورد در نظر گرفته می‌شود.
اگر هیچ جریان حجیمی در طول dX در عنصری وجود نداشته باشد، سرعت نفوذ دو گاز ایده‌آل (با حجم مولی مشابه) A و B باید با هم برابرو غیر هم علامت باشد؛ یعنی: {\displaystyle N_{A}=-N_{B}}
فشار جزئی A با {\displaystyle dP_{A}} در فاصله dx تغییر می‌کند. به‌طور مشابه، فشار جزئی B تغییر {\displaystyle dP_{B}} می‌دهد. از آنجا که هیچ تفاوتی در فشار کل عنصر (هیچ جریان حجمی) وجود ندارد، ما داریم: {\displaystyle dP_{A}/dx=-dP_{B}/dx}
برای یک گاز ایده‌آل فشار جزئی با غلظت مولی رابطه دارد:{\displaystyle P_{A}V=n_{A}RT}
که در آن {\displaystyle n_{A}} تعداد مول گاز A در یک حجم V است. از آنجا که غلظت مولی CA برابر با {\displaystyle n_{A}/V} است داریم: {\displaystyle P_{A}=C_{A}RT}
در نتیجه برای گاز A داریم: {\displaystyle N_{A}=-D_{AB}{\frac {1}{RT}}{\frac {dP_{A}}{dx}}}
که در آن {\displaystyle D_{AB}} ضریب نفوذ A در B است. به‌طور مشابه برای گاز B داریم:
{\displaystyle N_{b}=-D_{BA}{\frac {1}{RT}}{\frac {dP_{B}}{=}}-D_{AB}{\frac {1}{RT}}{\frac {dP_{A}}{dx}}}
با توجه به این که {\displaystyle dP_{A}/dx=-dP_{B}/dx} است این نتیجه ثابت می‌کند که {\displaystyle D_{AB}=D_{BA}=D}. اگر فشار جزئی A در {\displaystyle X_{1}} برابر {\displaystyle PA_{1}} و در {\displaystyle X_{2}} برابر {\displaystyle P_{A2}} باشد انتگرال معادله {\displaystyle N_{A}} برابر می‌شود با:{\displaystyle N_{A}=-{\frac {D}{RT}}{\frac {(P_{A2}-P{A1})}{x_{2}-x_{1}}}}
معادله‌ای مشابه معادله {\displaystyle N_{A}} می‌توان برای {\displaystyle N_{B}} نیز نوشت.

## قانون پخش مولکولی گراهام
توماس گراهام دانشمند فیزیک دان و شیمی دان اسکاتلندی  به‌طور تجربی دریافت که سرعت نفوذ گاز با جذر وزن مولکولی گاز، به‌طور معکوس متناسب است. بر اساس قانون واپخش گراهام، سرعت نفوذ گازها (تعداد مولکول‌های عبور کرده از حفره در ثانیه) به وزن مولکولی گازها بستگی دارد. در واقع گازهایی که وزن مولکولی کم تری دارند سریع تر از گازهایی که وزن بیشتری دارند، از درون حفره عبور می‌کنند؛ بنابراین گازی که دارای وزن مولکولی پایین‌تری است، سرعت نفوذ مولکولی بالاتری دارد بنابراین زمان مربوط به نفوذ آن کم‌تر است؛ بنابراین مولکول‌های سبک‌تر، سرعت بالاتری دارند.
رابطهٔ پخش مولکولی گراهام:
{\displaystyle {{\mbox{Rate}}_{1} \over {\mbox{Rate}}_{2}}={\sqrt {M_{2} \over M_{1}}}}
در رابطهٔ بالا:
- Rate1 تجمع گاز اول (حجم یا تعداد مول در واحد زمان) است.
- Rate2 تجمع گاز دوم است.
- M1 جرم مولی گاز اول است.
- M2 جرم مولی گاز دوم است.

## ضریب پخش به عنوان تابعی از غلظت
ضریب نفوذ را می‌توان در بسیاری از موارد ثابت در نظر گرفت، به ویژه هنگامی که به انتشار گازها اشاره می‌کنیم.
با این حال هنگامی که ما به سمت مایعات پیچیده و متراکم می‌رویم، فرض ضریب انتشار ثابت ممکن است غیر واقعی باشد. فرض ضریب انتشار ثابت برای سیستم‌های حلال و روغن سنگین یا قیر باید بر اساس سه شرط مهم باشد که برای پشتیبانی از فرضیه باید انجام شود. اگر یکی از سه شرط محقق نشود، انتظار می‌رود ضریب انتشار تابعی از غلظت باشد. سه شرط عبارتند از:
ابعاد و شکل: قطر مولکولی و شکل مولکولی برای اجزای منتشرشده باید یکسان باشد. این بدان معناست که در این حالت قطر مولکولی و شکل حلال باید شبیه نفت سنگین و قیر باشد. ما می‌دانیم که زنجیره‌های بزرگ هیدروکربن در نفت سنگین و قیر وجود دارد؛ بنابراین فرض اندازه و شکل مشابه معتبر نیست، به ویژه هنگامی که در نظر بگیریم که حلال‌های مورد استفاده در فرایند بازیابی، گازهای سبک و مولکول‌های هیدروکربن‌های کوچک هستند.
کنش و واکنش‌های مولکولی: فعل و انفعالات مولکولی بین اجزای منتشر باید ناچیز باشد. این بدان معناست که نیروهای جذب و دافعه نباید در روند انتشار دخالت کنند. با این حال، نشان داده شده‌است که نیروهای دافعه مهمترین نقش را در روند انتشار دارند.
محیط ناواکنش‌دهنده: باید یک محیط بدون واکنش در سیستم وجود داشته باشد. این بدان معناست که هیچ نوع تغییر شکل ناشی از اجزای موجود در سیستم و یا شرایط سیستم (فشار و دما) وجود ندارد. با این حال تعامل حلال با نفت سنگین یا قیر ممکن است در بعضی موارد باعث رسوب آلی، به‌طور عمده آسفالتین‌ها شود.

## اهمیت پخش مولکولی در مهندسی نفت
در سال ۲۰۰۴، شن و ماسه‌های نفتی استان آلبرتا در کانادا برای اولین بار توسط رسانه‌های بین‌المللی به عنوان بخشی از ذخایر جهانی نفت شناخته شد. استخراج شن و ماسه‌های نفتی گران‌تر از منابع مرسوم است، اما پیشرفت‌های مداوم فناوری از اهمیت این اختلافات هزینه‌ای می‌کاهد. علاوه بر این، تولید نفت مرسوم در حال کاهش است و این مهم اهمیت ماسه‌های نفتی به عنوان منبع حیاتی را نشان می‌دهد.

شن و ماسه‌های نفتی آلبرتا، کانادا

برای بازیابی این منابع از تزریق بخار به‌طور گسترده‌ای برای مخازن نفت سنگین و قیر استفاده می‌شود. مزیت این فرایند فاکتور بازیابی بالا و میزان بالای تولید نفت آن است. با این حال، میزان تولید بالا با مصرف بیش از حد انرژی تقریباً ۱ میلیون بشکه، تولید کربن دی‌اکسید و تصفیه آب گران‌قیمت پس از تولید همراه است. علاوه بر این، تزریق بخار دارای محدودیت‌های عملیاتی است که اجازه استفاده از آن را در انواع مخازن نمی‌دهد. به منظور غلبه بر مشکلات مربوط به تزریق بخار، تکنیک‌های اضافی برای بازیابی نفت سنگین و قیر ایجاد شده‌است.
در میان این تکنیک‌ها، به لطف کاهش ویسکوزیته، فرایند تزریق بخار (VAPEX)، تزریق حلال حلقوی و تزریق همزمان بخار و حلال از آنهایی هستند که آینده امیدوار کننده‌تری دارند. فرایندهای فوق شامل تزریق حلال به مخزن روغن است. هدف از حلال عمدتاً کاهش ویسکوزیته نفت سنگین یا قیر از طریق اختلاط با آن است. این فرایند اختلاط یک فرایند انتقال جرم است و سرعت آن توسط ضریب نفوذ کنترل می‌شود؛ بنابراین ضریب انتشار یکی از مهمترین پارامترها برای توصیف مناسب فرایندهای بازیابی مبتنی بر حلال است.
داده‌های انتشار دقیق برای این فرایندها برای تعیین موارد ضروری است:
- مقدار و میزان جریان حلال مورد نیاز برای تزریق در مخزن
- بخشی از ذخایر تحت تأثیر حلال تحت کاهش ویسکوزیته قرار می‌گیرند
- زمان مورد نیاز ذخایر برای کاهش چسبندگی و تحرک بیشتر در صورت تمایل
- میزان تولید نفت زنده از مخزن

برای یافتن مقدار ضریب انتشار باید تا حد زیادی به اندازه‌گیری‌های آزمایشی این ضرایب وابسته باشیم، زیرا هیچ نظریه جهانی محاسبه پیشینی دقیق آنها را مجاز نمی‌داند. متأسفانه انجام اندازه‌گیری‌های آزمایشی به‌طور غیرمعمولی دشوار است و کیفیت نتایج متغیر است.

## تکنیک‌های اندازه‌گیری
قابل توجه است که هیچ تکنیک کاملاً مستقر و قابل استفاده‌ای جهانی برای اندازه‌گیری ضریب انتشار مولکولی وجود ندارد. برخلاف اندازه‌گیری ویسکوزیته یا هدایت حرارتی، که تکنیک‌ها و تجهیزات استاندارد به راحتی در دسترس هستند، اندازه‌گیری ویژگی‌های انتقال جرم به دلیل مشکل در اندازه‌گیری مقادیر نقطه غلظت و سایر مواردی که این روند حمل و نقل را پیچیده می‌کند، اغلب دشوارتر است.
تلاش‌های قابل توجهی برای تعیین ضریب نفوذ برای انتشار حلال در نفت به صورت تجربی انجام شد. روشهای مختلف آزمایشی را می‌توان به روشهای مستقیم و غیر مستقیم طبقه‌بندی کرد. همچنین برخی از همبستگی‌های تجربی بر اساس نتایج تجربی وجود دارد که می‌تواند تحت برخی شرایط برای یافتن ضریب پراکندگی مورد استفاده قرار گیرد.

### روش‌های مستقیم
روش‌های مستقیم ضریب انتشار را با اندازه‌گیری غلظت گونه‌های منتشر کننده (حلال) به عنوان تابعی از عمق نفوذ ارزیابی می‌کنند. این روش‌ها اغلب قابل اطمینان‌تر هستند و شامل طیف گسترده‌ای از روش‌های فیزیکی و شیمیایی مانند طیف‌سنجی جرمی، روش ردیاب فعال رادیویی، طیف‌سنجی و غیره است. اشکال روش‌های مستقیم هزینه، زمان مصرف و بسیاری از آنها سیستم نفوذی است.

### روش‌های غیرمستقیم
روش‌های غیر مستقیم تغییرات یکی از پارامترهای سیستم را که به سرعت انتشار بستگی دارد، اندازه‌گیری می‌کنند. این پارامترها می‌توانند میزان تغییر حجم محلول یا حرکت رابط گاز - مایع، میزان افت فشار در یک سلول محصور شده باشند که به عنوان روش پوسیدگی فشار شناخته می‌شود، میزان تزریق گاز از بالا به یک سلول که فشار در آن است و حجم محلول ثابت، مشخصات میدان مغناطیسی، تجزیه و تحلیل توموگرافی کامپیوتری CT و تحلیل قطره آویز پویا نگه داشته می‌شوند. مزیت این روش‌ها این است که نیازی به تعیین تغییر ترکیب ندارند.

### روش پوسیدگی فشار
در بین روش‌های غیر مستقیم، روش فروپاشی فشار به دلیل سادگی از نظر اندازه‌گیری‌های آزمایشی، توجه بیشتری را به خود جلب کرده‌است. در این روش گاز (به عنوان حلال) و نفت به سلول تزریق می‌شود. محتوای سلول در ابتدا در یک حالت غیر تعادلی است. با پیشرفت آزمایش، گاز در نفت حل می‌شود و در نتیجه فشار داخل سلول کاهش می‌یابد. با ثبت فشار و سطح مایع در سلول می‌توان میزان گاز منتقل شده به نفت را تعیین کرد. در مواردی که شامل مخلوط‌های هیدروکربن پیچیده با رفتارهای چند فاز احتمالی باشد، روش فروپاشی فشار شکست می‌خورد. اما این روش توسط لو و گو، بی‌اعتبار شده بود. آنها نشان دادند که تغییرات جزئی در فرضیات مربوط به شرایط مرزی منجر به اختلاف مقدار در مقادیر گزارش شده می‌شود. این روش ابتدا توسط ریاضی و برای انحلال متان در –n پنتان استفاده شد. او گاز غیرتعادلی را در یک ظرف در بسته و در دمای ثابت با n-pentane در تماس قرار داد. وی وضعیت نهایی را با تعادل ترمودینامیکی تعیین کرد. با این حل، زمان مورد نیاز برای رسیدن به حالت نهایی از فرایند انتشار در هر مرحله تعیین شد. وی فرض کرد که در رابط گاز و مایع، تعادل ترمودینامیکی بین دو مرحله در همه زمان‌ها وجود دارد. با این وجود موقعیت رابط و همچنین فشار ممکن است با گذشت زمان تغییر کند. سرعت تغییر فشار و موقعیت رابط به عنوان تابعی از زمان به سرعت انتشار در هر فاز و در نتیجه به ضرایب انتشار بستگی دارد. محققان دیگر با مدل‌سازی متفاوت شرایط مرزی رابط، راه حل‌های مختلف ریاضی را پیشنهاد و توسعه داده‌اند.
مدل‌سازی فیزیک رابط (هنگامی که فشار در حال کاهش است) غالباً به راه حلهای پیچیده ریاضی نیاز دارد و مشخص است که تجزیه و تحلیل ساده‌تر مبتنی بر فرض غلظت ثابت تعادل در رابط، خطای قابل توجهی در برآورد ضریب انتشار را ایجاد می‌کند. برای غلبه بر برخی از این کاستی‌ها، محققان مختلفی از مدل‌های مختلفی استفاده کردند. Upreti و Mehrotra روش پوسیدگی فشار را برای یافتن ضریب نفوذ وابسته به غلظت بهبود بخشیدند. دستگاه آزمایشی آنها در درجه اول از یک مخزن تحت فشار استوانه ای بسته برای نگهداری گاز بر روی یک لایه قیر تشکیل شده‌است. یک پمپ گاز را به عنوان حلال با فشار دلخواه وارد ظرف می‌کند. کشتی در یک حمام آب با درجه حرارت ثابت غوطه ور شد، داده‌های فشار در برابر زمان توسط یک سنسور فشار ثبت شد. با استفاده از داده ثبت شده فشار در برابر زمان، جرم آزمایشی یک گاز معین منتشر شده در قیر تعیین شد. سپس نفوذ گاز با تطبیق جرم محاسبه شده گاز پراکنده در قیر (داده شده توسط مدل انتقال جرم) به جرم آزمایش محاسبه شد. پارامتر تنظیم ضریب انتشار بود. علاوه بر این یک همبستگی برای میانگین نفوذ به عنوان تابعی از دما ارائه شد.

## روش ضریب شکست
ضریب شکست نسبت سرعت انتشار موج در یک مرحله مرجع به آن در مرحله مورد نظر است. به‌طور معمول، ضریب شکست مورد استفاده در اندازه‌گیری انتشار به عنوان نسبت سرعت نور در خلأ به سرعت نور در فاز مربوطه در نظر گرفته می‌شود. با سرعت نور در خلأ به عنوان مرجع، ضریب شکست همیشه بیشتر از ۱ است. به عنوان مثال، ضریب شکست آب ۱٫۳۳ است، به این معنی که نور در خلأ ۱٫۳۳ برابر سریعتر از آب است. همان‌طور که نور از یک محیط مانند هوا، آب یا لیوان به محیط دیگری منتقل می‌شود، متناسب با تغییر در ضریب شکست، می‌تواند جهت انتشار خود را تغییر دهد. قانون اسنل (به عنوان قانون اسنل-دکارت و قانون شکست شناخته می‌شود)، فرمولی است که برای توصیف رابطه بین زاویه‌های شکست و ضریب شکست، هنگام مراجعه به نور یا سایر امواج عبوری از طریق یک مرز بین دو محیط ایزوتروپی مختلف، مانند دو مایع با غلظت متفاوت یک حلال استفاده می‌شود. برای یک محلول، غلظت‌های مختلف یک ماده نمونه منجر به شاخص‌های مختلف شکست می‌شود. در نتیجه، از زاویه شکست می‌توان غلظت یک فاز محلول را تعیین کرد. به‌طور معمول، در اندازه‌گیری‌های تجربی شاخص‌های شکست، یک نور لیزر از طریق سلول انتشار ساطع می‌شود و با توجه به غلظت محلول در هر ارتفاع، زاویه شکست مربوط به پرتوی لیزر تعیین می‌شود. در نتیجه، نقطه ای که پرتو لیزر توسط یک دوربین CCD گرفته می‌شود، غلظت داخل سلول انتشار را در آن ارتفاع خاص نشان می‌دهد. شکل زیر نمونه ای از تصویر CCD را در طی فرایند انتشار نشان می‌دهد. روش فوق فقط برای مایعات شفاف مناسب است. از آنجا که نفت سنگین، حتی در صورت رقیق شدن، مات است نمی‌توان از چنین روشی استفاده کرد.